# Bowen (Mondkrater)
Bowen ist ein kleiner Einschlagkrater südwestlich der Montes Haemus, am Rand eines kleinen Mare namens Lacus Doloris. Er unterscheidet sich von den anderen, meist schüsselförmigen, kleinen Kratern durch seinen relativ ebenen inneren Boden. Bowen war unter dem Namen Manilius A bekannt, ehe er 1973 durch die Internationale Astronomische Union (IAU) umbenannt wurde. Der Krater Manilius liegt südlich, am gegenüberliegenden Ufer des Lacus Doloris.